# Kapelle Frickenfelden

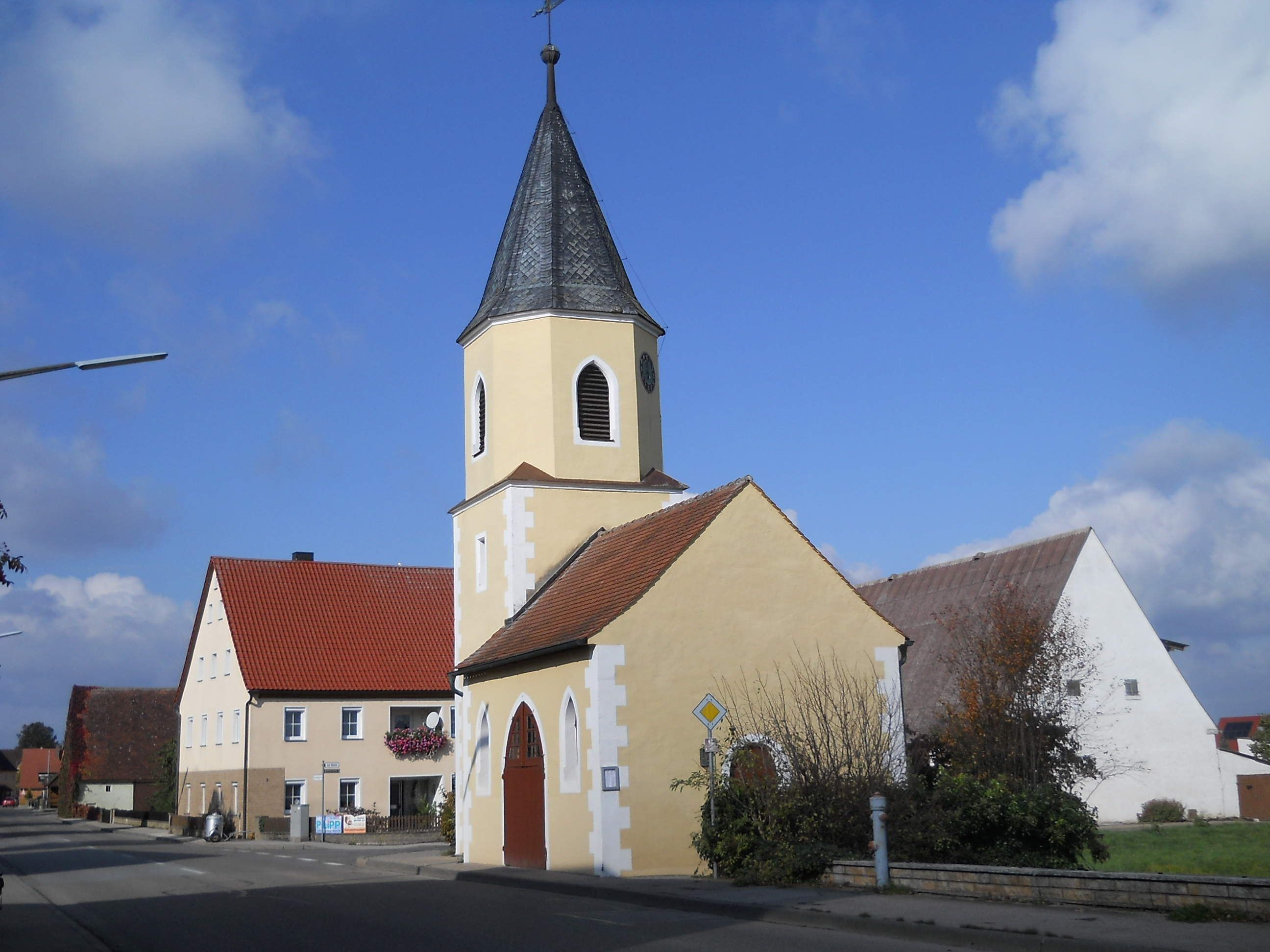
Kapelle Frickenfelden (Oktober 2011)

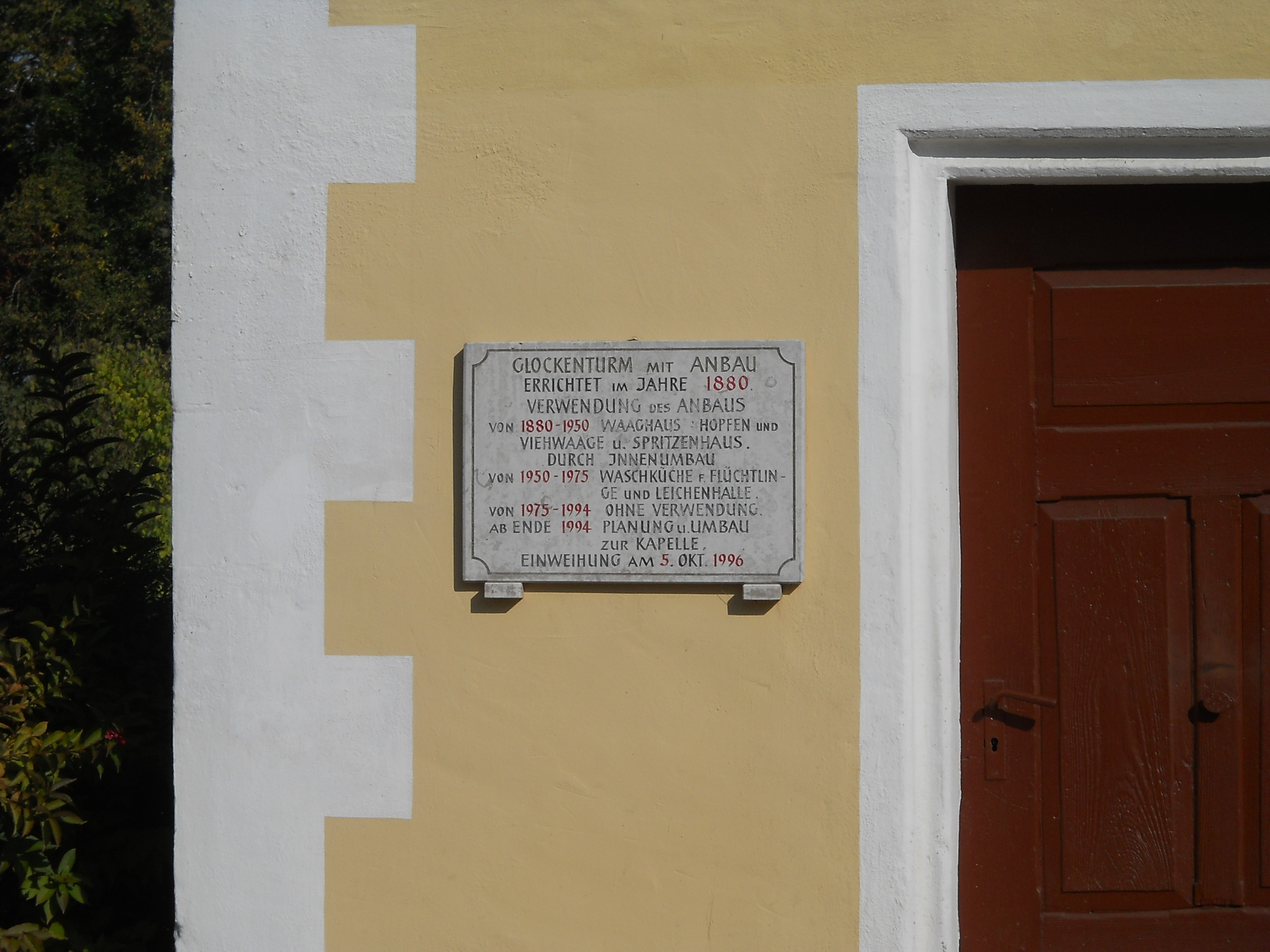
Info-Tafel am Glockenturm

Die evangelisch-lutherische Kapelle in Frickenfelden, einem Ortsteil der mittelfränkischen Stadt Gunzenhausen, gehört zur Kirchengemeinde St. Michael in Unterasbach im Evangelisch-Lutherischen Dekanat Gunzenhausen. Das Gebäude hat die Adresse Mühlstraße 1 und ist unter der Denkmalnummer D-5-77-136-162 als Baudenkmal in die Bayerische Denkmalliste eingetragen.
Die Kapelle wurde 1880 als Gemeinde- und Spritzenhaus sowie als Waaghaus für Hopfen und Vieh errichtet. Als dieses diente das Gebäude bis 1950. Nach einem Innenumbau wurde das Gebäude zur Waschküche für Flüchtlinge sowie zur Leichenhalle. Von 1975 bis 1994 stand das Gebäude schließlich leer. 1994 wurde der Beschluss gefasst, das Gebäude zur Kapelle umzubauen. Die Weihe erfolgte am 5. Oktober 1996. Der Turm ist dreigeschossig und wird von einem Spitzhelm gekrönt. Die hölzerne Ausstattung stammt vom Georgensgmünder Bildhauer Reinhard Fuchs. Bedingt durch den Feuerwehrturm mit Glocke zur Alarmierung der Feuerwehrmänner und spitzbögigen Schallöffnungen sah das Bauwerk schon von Anfang an wie ein Sakralbau aus. Mit einer kleinen Kirche wurde das Gebäude in Denkmäler in Bayern verglichen.
Die Kirchenglocke wurde 1694 vom Nürnberger Johann Balthasar Heroldt für die Michaelskirche in Unterasbach gegossen. Auf der Glocke befinden sich die Inschriften „ANNO 1694 CHRISTO MICHAELI PASTOR INVUNTERASBACH CHRISTOF WAEGEMANN GOSS MICH IOHANN BALTHASAR HEROLDT IN NVRMBERG“ und „AEDIL: IOHANN MICHAEL BEIER / ET / IOHANN GEORG HELDT“. Als die Glocke in Unterasbach nicht mehr benötigt wurde, hing sie zunächst an einer Eiche und wurde 1880 der Feuerwehr Frickenfelden übergeben.